# Alquería Torre Borrero
La Alquería Torre Borrero es un edificio histórico situado en la carretera de Alginet, en el municipio de Guadasuar. Es Bien de Relevancia Local con identificador número 46.20.139-007.

## Historia
La alquería se halla fuera del casco urbano de Guadasuar, en una zona de naranjales. Forma parte de una finca agrícola privada conocida como Alquería de l'Horta.

## Descripción
Originalmente era la torre defensiva de una villa medieval, probablemente de origen hispanomusulmán. A lo largo del tiempo se ha ido destinando a diversos fines agrícolas, con el resultado de haber perdido sus características originales, pero con un buen estado de conservación. Se considera que la altura actual de cuatro plantas es la inicial, aunque ha perdido las almenas que debió tener.